# Celebrimbor
Celebrimbor je izmišljen lik iz Tolkienove mitologije, serije knjig o Srednjem svetu britanskega pisatelja J. R. R. Tolkiena.
Noldorski vilin, Curufinov sin in Fëanorjev vnuk, je bil Eregionski kralj. Bil je tudi kovač, izdelal je Troje prstane.
```
Finwë
 = 
Míriel
   
Mahtan

      |           |
    
Fëanor
 = 
Nerdanel

           |
      ------------------------------------------------------
      |        |       |          |         |       |      |
  
Maedhros
  
Maglor
  
Celegorm
  
Caranthir
  
Curufin
  
Amrod
  
Amras
 
                                            |  
                                       
Celebrimbor
```

Celebrimbor ima pomembno vlogo tudi v videoigri Middle-earth: Shadow of Mordor (2014), ki je postavljena v Srednji svet, v obdobje med dogodki v romanoma Hobit in Gospodar prstanov. Njegov duh se spoji z Gondorcem Talionom, s katerim tvorita neustavljivega bojevnika, ki ovira Sauronovo vojsko v Mordorju. Tekom igre Celebrimbor, ki je izgubil spomin, podoživi svojo stvaritev prstanov in Sauronovo izdajstvo.